# Centro Madrid Salud
El Centro Madrid Salud (antiguo Equipo Quirúrgico de Montesa) nació en la década de 1920 con el nombre de Clínica Santa Alicia, fundada por el doctor Vital Aza Díaz, eminente ginecólogo, como centro dedicado a la obstetricia y ginecología. Está situado en la esquina de las calles Montesa y Don Ramón de la Cruz.
Tras la Guerra Civil, el doctor Aza fue encarcelado y la clínica incautada. Cuando fue liberado en el año 1947, pero con prohibición de ocupar cargo público, fundó otra clínica, con el mismo nombre que la anterior, Santa Alicia, en la esquina de enfrente, en el quinto piso de un edificio de su propiedad.
El edificio nacionalizado tomó el nombre de Equipo Quirúrgico de Montesa, tal como se lo conoce popularmente desde entonces, que atendía de beneficencia a las parturientas y servía de casa de socorro, hasta que en los años ochenta lo adquirió el Ayuntamiento de Madrid y lo reconvirtió en centro municipal.
Más adelante, bajo la alcaldía de Ruiz Gallardón, el edificio fue destinado a Centro Madrid Salud, albergando los siguientes serviciosː
- Centro Joven.
- Centro de deterioro cognitivo.
- Centro de promoción de hábitos saludables.
- Centro monográfico de salud internacional.
- Centro Bucodental.
- CAS.